# 后汉讨杜重威魏州之战
后汉讨杜重威魏州之战發生於后漢天福十二年（947年），刘知远征讨魏州（今河北大名东北）杜重威，最後杜重威投降。
契丹与后晋在滹沱之战後，晋军主帅杜重威以十萬兵馬降附契丹，耶律德光南下中原，在临城（今河北临城）得病，不久卻病死栾城（今河北欒城縣西）殺胡林。天福十二年五月，辽永康王耶律阮自立为帝，並命杜重威镇守魏州。是年六月，刘知远平定京师，繁台的燕兵有一千五百人幾乎被刘知远屠盡，改国号汉，史称后汉，遙拜杜重威为太尉、归德军节度使。947年，刘知远令重威移镇归德（今河南商丘南），令与原归德节度使高行周对调。杜重威自知理屈，拒不受命，遣其子杜弘璲向麻答求援，麻答下令蕃将杨衮與幽州指挥使张琏赴魏州。劉知遠下令高行周與慕容彦超率军讨伐杜重威。杜重威與張璉誓死守城，漢軍日久无功。刘知远恐生他变，親自來攻，死傷甚巨。知遠見强攻不克，多次遣人招降重威，许以不死，但张琏因愤刘知远尽杀燕兵：“繁台之卒，何罪而戮？”，略無降志。這時魏州粮草用尽，城中将士多踰城逃亡，十一月二十七日，杜重威著素服，跪在宫门口请降。刘知远杀张琏而赦杜重威，封检校太尉。